# Nectandra guadaripo
Nectandra guadaripo är en lagerväxtart som beskrevs av J.G. Rohwer. Nectandra guadaripo ingår i släktet Nectandra och familjen lagerväxter. Inga underarter finns listade i Catalogue of Life.